# Quarante
Quarante – miejscowość i gmina we Francji, w regionie Oksytania, w departamencie Hérault.
Według danych na rok 1990 gminę zamieszkiwało 1509 osób, a gęstość zaludnienia wynosiła 50 osób/km² (wśród 1545 gmin Langwedocji-Roussillon Quarante plasuje się na 248. miejscu pod względem liczby ludności, natomiast pod względem powierzchni na miejscu 185).

## Zabytki
- kościół romański pw. Matki Boskiej (fr. Église Sainte-Marie de Quarante) konsekrowany w 1153[1] roku.